# Sirňák
Sirňák je přírodní památka, byla vyhlášena v roce 1986 a nachází se na severovýchodním úpatí Podhorního vrchu, necelé 3 km severně od obce Ovesné Kladruby. Důvodem ochrany jsou sirnato-uhličité plynné výrony tvořící bahenní krátery. K lokalitě nevede žádná cesta, je však možné se k ní dostat podmáčeným terénem od Podhorní hájovny. Péčí o území je pověřena Správa CHKO Slavkovský les.

## Přírodní poměry
Podloží území tvoří amfibolity mariánskolázeňského metabazitové komplexu. Na území se nacházejí hlinité až písčitohlinité zrašeliněné půdy, ojediněle i menší balvany, které pocházejícími z Podhorního vrchu. Mofety – výrony oxidu uhličitého s přítomností sirovodíku – se vyskytují převážně na malé lesní pasece v depresi zaplněné vodou, přibližně 100 metrů dlouhé a 4 – 10 metrů široké. Vývěry plynů lze pozorovat i přímo řece Teplá, která jako malý potůček teče okrajem území. V horkých letních obdobích vodní plochy vysychají, případně jejich hladina výrazně kolísá a tak se na okrajích objevují vysrážené bílé povlaky solí. Voda v tůních vypadá, jako by se vařila, je však studená. 
Na rašeliništích v okolí mofet roste suchopýr pochvatý (Eriophorum vaginatum) a úzkolistý (Eriophorum angustifolium), v nivě Teplé oměj vlčí (Aconitum lycoctonum). Na území žijí běžné lesní druhy živočichů, byl zde pozorován krkavec velký (Corvus corax), v říčce Teplé se vyskytuje mník jednovousý (Lota lota). 